# Chrétien de Troyes
Chrétien de Troyes, francoski književnik, * okrog 1135, Troyes, † okrog 1183.

## Življenjepis
Chrétien de Troyes je bil najpomembnejši francoski epik in trubadur, ki je deloval v poznem 12. stoletju. O njegovem življenju je malo znanega, najverjetneje je bil rojen v Troyesu. Kasneje je živel na severnofrancoskih dvorih, med drugim med letoma 1160 in 1172 na dvoru grofice Marie de France, hčere Eleanore Akvitanjske, verjetno kot vitez.

## Dela
De Troyes je na začetku predelaval dela Ovida, napisal izgubljeni roman v verzih Tristan in se nato lotil obdelave osrednjih motivov keltskega cikla. (Njegova dela zajemajo arturijansko tematiko in sodijo v vrh srednjeveške književnosti). Iz tega cikla so ohranjeni romani Erec in Enide, Yvain, Lancelot, Cligés, in predvsem Perceval ali Zgodba o Gralu. Značilen je zlasti Yvain ali vitez z levom (Yvain ou le chevalier au lion), ki pripoveduje o dogodivščinah Arturjevega viteza Yvaina pri čudežnem studencu, o njegovi poroki z damo viteza, ki ga je moral ubiti, nato o njem, kako je prekršil dami dano obljubo in se za kazen moral klatiti po svetu dokler ni z junaškimi prigodami dosegel njene milosti. Verz vseh teh romanov je osmerec, slog lahkoten in včasih ironičen, način podajanja pa »psihološki«, čeprav še ne v današnjem pomenu.

## Vpliv na druge avtorje
Chrétienovi romani so doživeli velik odmev zlasti v nemški književnosti, kjer so jih svobodno prepesnjevali Hartman von Aue, Wolfram von Eschenbach in Gottfrid von Strassburg. Hartman von Aue je ob drugih delih po Chrétienu de Troyes sestavil verzna romana Erec in Iwein. Wolfram von Eschenbach, ki velja za največjega nemškega srednjeveškega epika in je najbolj znan po  delu Parzival. V Parzivalu je po Chrétienovem romanu Contes del Graal in še po nekaterih drugih virih združil zgodbi o čistem vitezu Parzivalu in o skrivnostnem »graalu«, kelihu s Kristusovo krvjo, ki ima magično moč.